# Темплглентайн
Темплглентайн (англ. Templeglantine; ирл. Teampall an Ghleanntáin, «церковь маленькой лощины») — деревня в Ирландии, находится в графстве Лимерик (провинция Манстер) у трассы N21.